# Milan Kundera
Milan Kundera (Brno, 1. travnja 1929. – Pariz, 11. srpnja 2023.) bio je češko-francuski književnik.

## Životopis
Milan Kundera se rodio u obitelji srednjeg sloja. Njegov otac, Ludvík Kundera (1891. – 1971.), svojedobno učenik skladatelja Leoša Janáčeka bio je češki muzikolog i pijanist, a bio je i na čelu Janáčekove Muzičke akademije u Brnu (1948. – 1961.). Milan je naučio svirati glasovir od oca i kasnije je otišao na studij muzikologije i kompozicije. Muzikološki utjecaji i referencije brojni su u njegovom književnom opusu.
Kundera je, također, u Pragu studirao književnost i estetiku, no nakon dva semestra prešao je na prašku filmsku akademiju, gdje je slušao predavanja iz režije i scenaristike. Nakon što je godine 1952. diplomirao, ondje je počeo predavati svjetsku književnost.
Kundera je pripadao generaciji mladih Čeha koji su stekli malo ili nimalo iskustva s predratnom demokratskom Čehoslovačkom Republikom. Na njihovu su ideologiju znatno utjecala iskustva Drugog svjetskog rata i njemačke okupacije; tako, godine 1948., Kundera se - još mladić - pridružio vladajućoj Čehoslovačkoj komunističkoj partiji. Godine 1950. on i još jedan češki pisac, Jan Trefulka, bili su isključeni iz partije zbog «antipartijske djelatnosti». Obojica su književno obradila taj incident: Kunderu je on nadahnuo za glavnu temu romana Šala (1967.).
Kundera je ponovo primljen u Komunističku partiju godine 1956., da bi naposljetku po drugi put iz nje bio isključen godine 1970. Zajedno s drugim češkim umjetnicima i književnicima, poput Václava Havela, i Kundera se angažirao u Praškom proljeću 1968., kratkom razdoblju reformističkog optimizma koje je ugušila sovjetska invazija Čehoslovačke u kolovozu iste godine.
Kundera je i nadalje ostao angažiran u reformi češkog komunizma i oštro je javno, u tisku, polemizirao s Havelom, govoreći da bi svatko trebao ostati staložen, jer «nikoga još ne zatvaraju zbog mišljenja», a «značaj Praške jeseni mogao bi u konačnici biti veći od značaja Praškog proljeća». No na kraju je Kundera napustio svoje refromističke snove i odselio se u Francusku godine 1975. Francuski je građanin od 1981.

## Djela
Kundera je počeo objavljivati 1953. godine. Pisao je i na češkom i na francuskom jeziku. Zadnje je romane napisao na francuskom. Godine 1984. objavljena su u Sarajevu, u kolekciji koju je uredio Mile Pešorda, Sabrana djela Milana Kundere u sedam svezaka, koja su doživjela još tri izdanja. 

## Popis djela prevedenih na hrvatski

### Romani i pripovijetke
- Šala (Žert) (1967.)
- Smiješne ljubavi (Směšné lásky) (1968.)
- Život je drugdje (Život je jinde) (1969.)
- Oproštajni valcer (Valčík na rozloučenou) (1976.)
- Knjiga smijeha i zaborava (Kniha smíchu a zapomnění) (1979.)
- Nepodnošljiva lakoća postojanja (Nesnesitelná lehkost bytí) (1984.)
- Besmrtnost (Nesmrtelnost) (1990.)
- Polaganost (La Lenteur) (1993.)
- Identitet (L'Identité) (1998.)
- Neznanje (L'Ignorance) (2000.)

### Eseji
- Umjetnost romana (L'art du Roman) (1985.)
- Iznevjerene oporuke (Les testaments trahis) (1992.)
- Zavjesa (Le Rideau) (2005.)

### Drama
- Jacques i njegov gospodar (Jakub a jeho pán) (1975.)

## Vanjske poveznice
- (fr.) Incipiti nekih Kunderinih djela
- (fr.) Zbirka citata iz Kunderinih djela
- (engl.) Intervju Philipa Rotha s Kunderom (1980.)
- (engl.) Intervju  Arhivirana inačica izvorne stranice od 4. veljače 2020. (Wayback Machine) Olge Carlisle s Kunderom (1985.)
- (engl.) Intervju  Arhivirana inačica izvorne stranice od 26. siječnja 2001. (Wayback Machine) Lois Oppenheim s Kunderom (1989.)
- (fr.) Ocjenski rad na temu Kundere i kiča
- (engl.) Kundera i muzika  (Tekla Babyak)
- (engl.) Topos bazena kod Kundere (2007.)
- (engl.) Recenzija romana Nepodnošljiva lakoća postojanja  Arhivirana inačica izvorne stranice od 5. studenoga 2013. (Wayback Machine) (Bob Corbett, 2001.)
- (fr.) O romanu Identitet  Arhivirana inačica izvorne stranice od 11. studenoga 2012. (Wayback Machine) (autor članka Yannick Rolandeau, 2001.)
- (fr.) Kritička bibliografija  Arhivirana inačica izvorne stranice od 25. srpnja 2012. (Wayback Machine) o Kunderi